# Ехінг (Фрайзінг)
Ехінг (нім. Eching) — громада в Німеччині, розташована в землі Баварія. Підпорядковується адміністративному округу Верхня Баварія. Входить до складу району Фрайзінг.
Площа — 37,83 км2. Населення становить 14 039 ос. (станом на 31 грудня 2020).